# Cerkiew Trójcy Świętej w Nionoksie
Cerkiew Trójcy Świętej (ros. Троицкая церковь) – prawosławna cerkiew w Nionoksie w obwodzie archangielskim, zabytek drewnianej architektury sakralnej Rosyjskiej Północy.

## Historia
Cerkiew została zbudowana w 1727 r. w centrum Nionoksy, pogostu należącego do monasteru św. Cyryla Biełozierskiego. Była to kolejna świątynia prawosławna w historii miejscowości – wcześniejsze budynki, znajdujące się na tym samym miejscu, były niszczone przez pożary. Świątynię zbudowało sześciu miejscowych mężczyzn pod kierunkiem Wasilija Korsakowa, chłopa należącego do monasteru, budowniczego drewnianych świątyń we wsiach stanowiących własność wspólnoty mniszej. Obiekt konsekrowano w 1730 r. W 1762 r. w jej sąsiedztwie wzniesiona została nowa cerkiew pod wezwaniem św. Mikołaja. W 1819 r. do świątyni wstawiono ikonostasy przed głównym i bocznym ołtarzem, natomiast w 1834 r. przy obydwu zbudowano dzwonnicę, na miejscu starszej osiemnastowiecznej. Wyrzeźbił je Wasilij Spicyn.
Cerkwie w Nionoksie posiadają status zabytków o znaczeniu federalnym i są zarządzane przez muzeum-skansen Małyje Korieły. Po 1990 r. przeszły kompleksową renowację.

## Architektura
Cerkiew Trójcy Świętej jest unikalna pod względem konstrukcji i rozplanowania, chociaż wykazuje pewne podobieństwo względem cerkwi Przemienienia Pańskiego na wyspie Kiży. Jest to budowla na planie centralnym, z nawą w formie ośmioboku z czterema przybudówkami, wzniesionymi na planie kwadratu, z każdej strony świata. Budowlę wieńczy pięć dachów hełmowych z cebulastymi kopułkami. Najwyższy z dachów, centralny, wznosi się na wysokość 20 metrów. Zdobiona jest kokosznikami. Oprócz głównego ołtarza pod wezwaniem Trójcy Świętej cerkiew posiada również boczny, Świętych Apostołów Piotra i Pawła. Przybudówka położona od strony wschodniej pełni funkcję głównego pomieszczenia ołtarzowego, ta usytuowana od zachodu – obszernego przedsionka. Pierwotnie do świątyni prowadziły trzy wejścia, przez ganki położone od zachodu, północy i południa. Przed obydwoma ołtarzami znajdują się czterorzędowe ikonostasy, całkowicie oddzielające pomieszczenia ołtarzowe od przestrzeni zajmowanej przez wiernych. W XIX w. w ścianach cerkwi wybito większe okna.